# Anthophorini

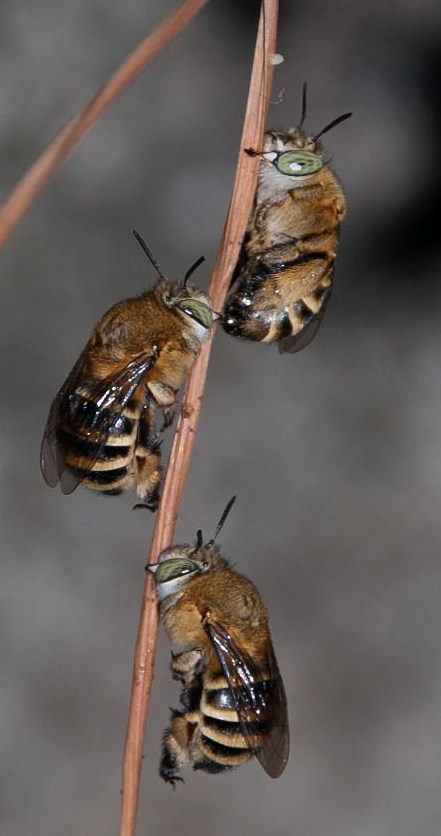
Amegilla на ночёвке

Anthophorini (лат.) — триба настоящих пчёл из подсемейства Apinae. Известно около 750 одиночных видов, распространённых повсеместно. Гнездятся в земле.

## Описание
Средней величины и крупные пчёлы, длина тела от 6 до 24 мм. Имеют коренастое густо опушенное тело. Вершинная часть крыльев усеяна микроскопическими папиллами. Брюшко часто полосатое, а у многих видов Amegilla из Старого Света эти полосы металлически-синие. Крылья часто кажутся непропорционально короткими по сравнению с другими пчёлами. Переднее крыло с тремя субмаргинальными ячейками; радиомедиальные ячейки почти одинаковые по длине. Самцы обычно имеют бледно-белые или жёлтые лицевые отметины, и/или своеобразно изменённые усики и волоски на ногах. Задние голени со шпорами. Личинки не прядут кокон. Пчёлы гнездятся в почве, ведут одиночный образ жизни, но могут образовывать крупные скопления гнёзд.

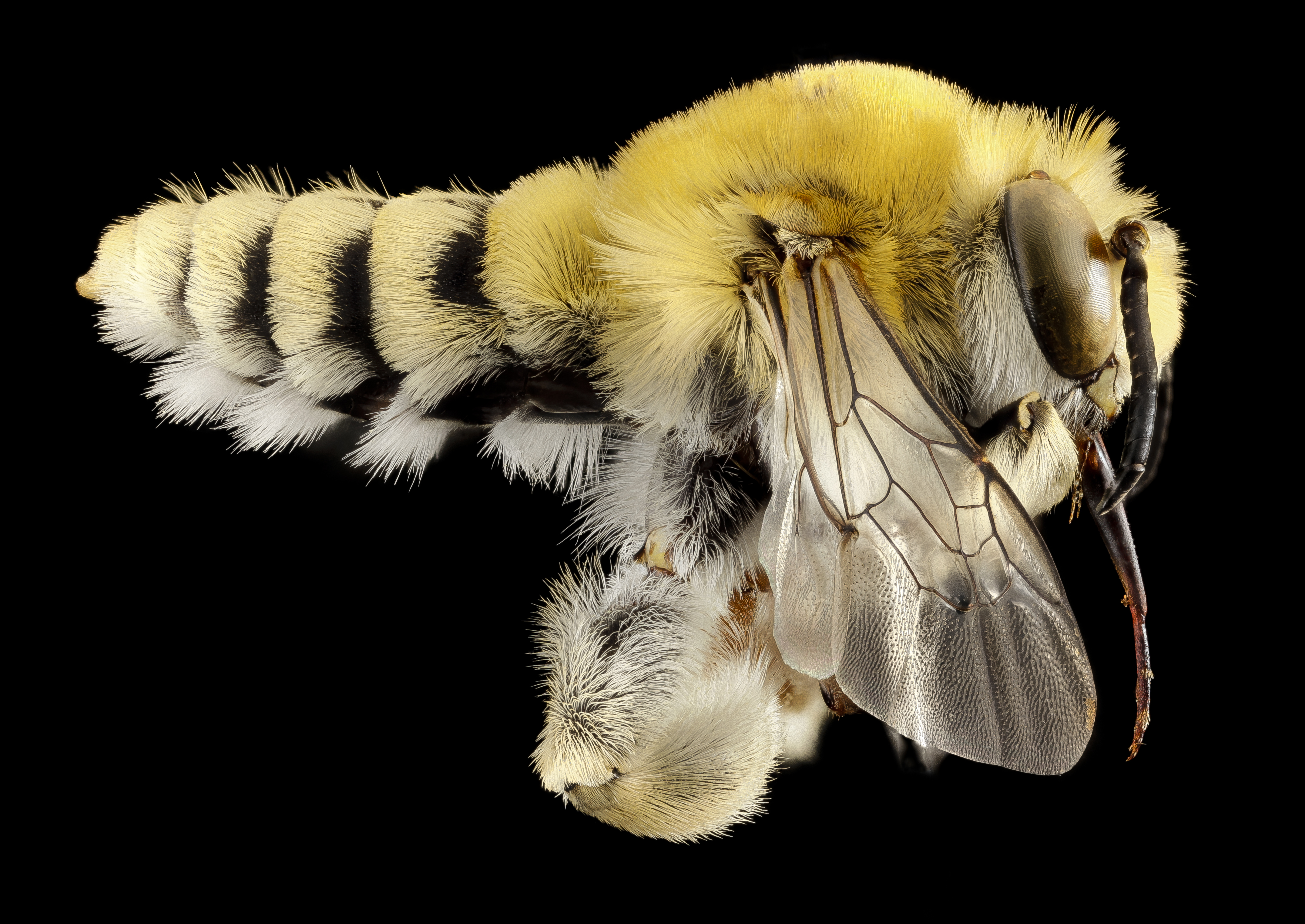
Habropoda excellens
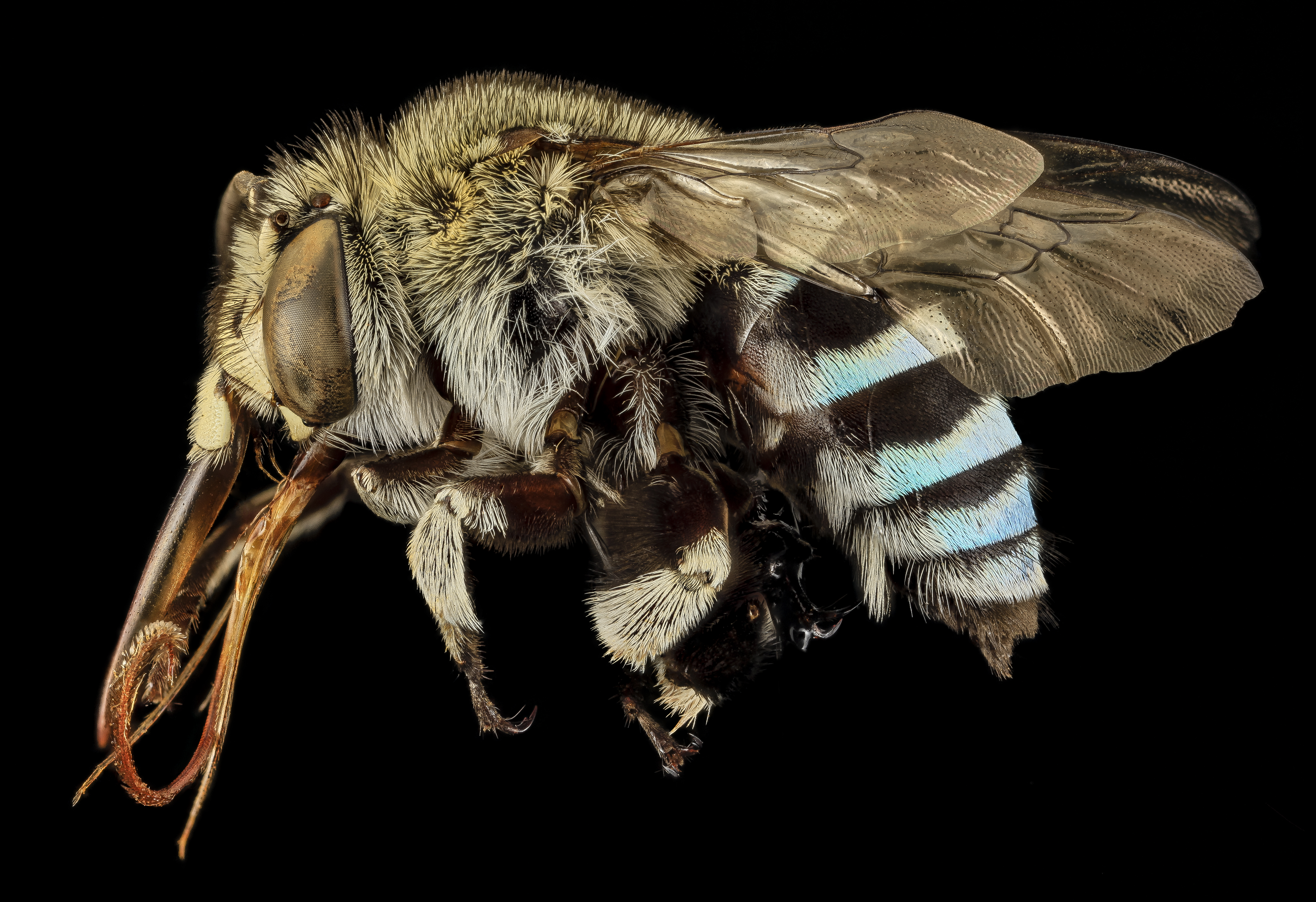
Amegilla

## Распространение
Распространены всесветно, кроме Антарктики.

## Систематика
Выделяют около 750 видов, большинство из которых входят в состав двух родов: Anthophora (400) и Amegilla (250). Ранее вместе с Nomadinae и Xylocopinae триба Anthophorini входила в состав отдельного семейства Anthophoridae.
В результате филогенетического анализа были установлены межродовые отношения: ((Habrophorula, Elaphropoda)
(Habropoda (Deltoptila (Pachymelus (Amegilla, Anthophora))))). Монофилия трибы Anthophorini и каждого из его родов была подтверждена. Вторая триба, Habropodini, которую иногда выделяют некоторые авторы, признана парафилетической. На основе результатов кладистического анализа и биогеографических данных Anthophorini постулируется эволюционный сценарий, в котором все роды Anthophorini, вероятно, развивались в позднем мелу, за исключением Amegilla и Anthophora, которые возникли в олигоцене. Северная часть юго-восточной Азии (от Индии до юго-восточного Китая) рассматривается как наиболее вероятное место происхождения и распространения Anthophorini. Новый Свет, вероятно, был трижды независимо колонизирован Habropoda (верхний мел — третичный период), предковой линией Deltoptila (верхний мел — третичный период) и Anthophora (третичный период — четвертичный период).
- Amegilla Friese, 1897[7]. — около 250 видов
- Anthophora Latreille, 1803 — более 400 видов
- Deltoptila LaBerge & Michener, 1963 — 4 (Северная Америка)
- Elaphropoda Lieftinck, 1966 — 11 (Юго-Восточная Азия)
- Habrophorula Lieftinck, 1974 — 4 (Китай)
- Habropoda Smith, 1854 — 55 (Голарктика, Юго-Восточная Азия)
- Pachymelus Smith, 1879 — 21 (Афротропика, Мадагаскар)
- †Protohabropoda Dehon & Engel, 2014 — 1
  - †Protohabropoda pauli De Meulemeester & Michez, 2014 — Céreste (олигоцен, Воклюз, Франция)[8]
- Varthemapistra Engel, 2018 — 1
  - Varthemapistra edentata Engel, 2018 — Калимантан (Бруней)[9]